# Hrabia Russell

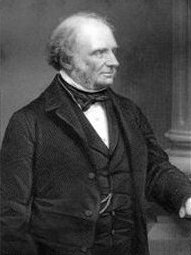
John Russell, 1. hrabia Russell

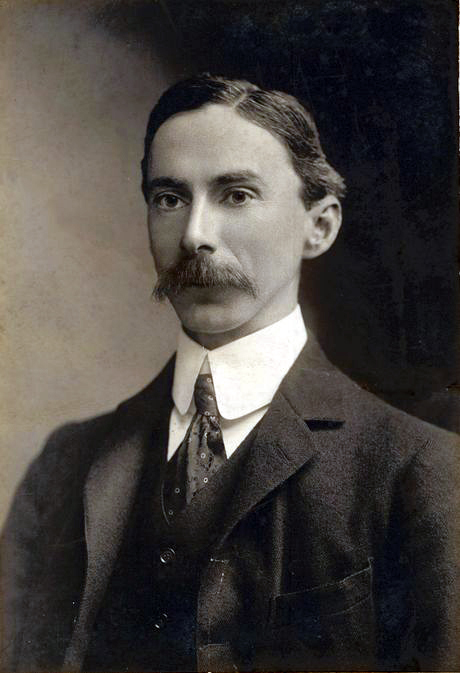
Bertrand Russell, 3. hrabia Russell

Earl Russell, of Kingston Russell in the County of Dorset – arystokratyczny, dziedziczny tytuł w Wielkiej Brytanii, odpowiadający godności hrabiego. Następcom hrabiów Russell nieodłącznie przysługuje też tytuł Viscount Amberley (wicehrabiego Amberley), będący jednocześnie tytułem grzecznościowym najstarszego syna hrabiego.
Pierwszą osobą noszącą ten tytuł był John Russell, który w latach 1846–1852 oraz 1865–1866 pełnił urząd premiera Wielkiej Brytanii. Do godności hrabiego wyniosła go w 1861 r. królowa Wiktoria Hanowerska. Najsławniejszym hrabią Russell był Bertrand Russell, filozof, matematyk i działacz społeczny. Był on laureatem Literackiej Nagrody Nobla w roku 1950.

## Lista hrabiów Russell
| # | Hrabia Russell                                     | Lata życia | Lata noszenia tytułów | Dziedziczenie    |
| - | -------------------------------------------------- | ---------- | --------------------- | ---------------- |
| 1 | John Russell, 1. hrabia Russell                    | 1792–1877  | 1861–1877             | Pierwszy w linii |
| 2 | John Francis Stanley Russell, 2. hrabia Russell    | 1865–1932  | 1877–1932             | Starszy wnuk     |
| 3 | Bertrand Arthur William Russell, 3. hrabia Russell | 1872–1970  | 1932–1970             | Młodszy wnuk     |
| 4 | John Conrad Russell, 4. hrabia Russell             | 1921–1987  | 1970–1987             | Syn              |
| 5 | Conrad Sebastian Robert Russell, 5. hrabia Russell | 1937–2004  | 1987–2004             | Młodszy syn      |
| 6 | Nicholas Lyulph Russell, 6. hrabia Russell         | ur. 1968   | od 2004               | Syn              |